# Comstock Lode

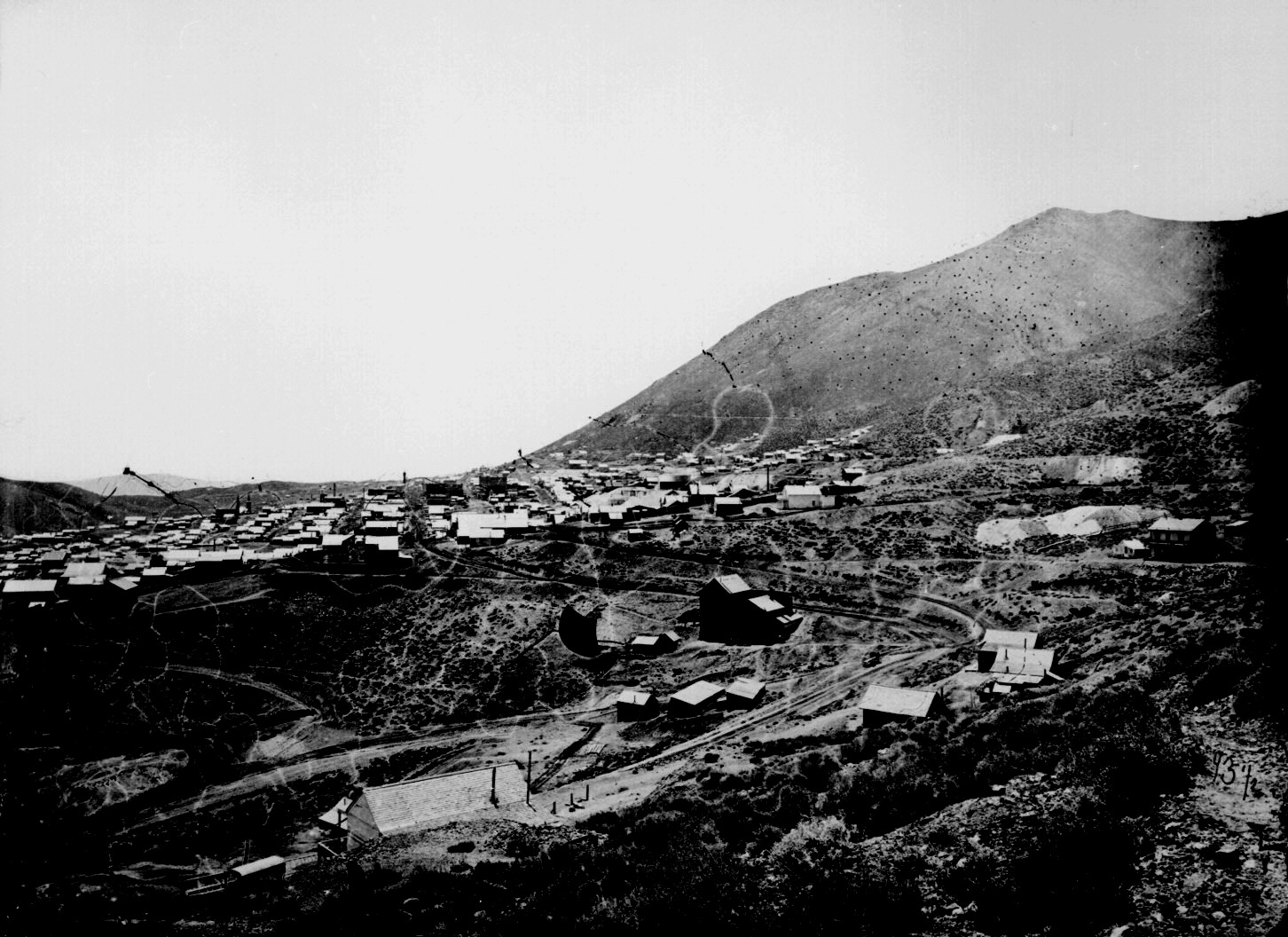
Virginia City in 1867-1868

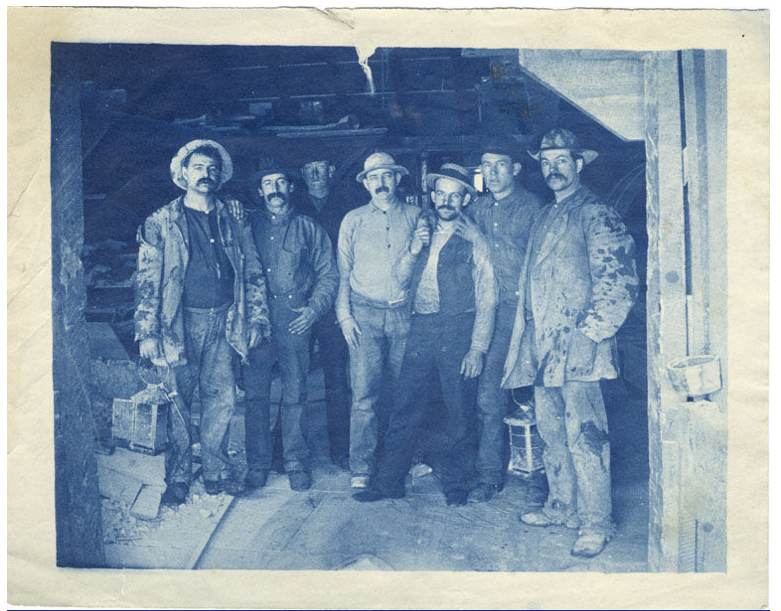
Mijnwerkers in de jaren 1880

De Comstock Lode was de eerste grote ontdekking van zilvererts in de Verenigde Staten. De Comstock Lode bevond zich onder het huidige stadje Virginia City in Nevada, dat zichzelf de "Silver State" noemt.

## Zilverkoorts
Toen de ontdekking werd bekendgemaakt in 1859, zorgde dat voor een stormloop van prospectors op zoek naar waardevolle metalen. Op korte tijd bloeiden verschillende mijnkampen in de omgeving. Virginia City groeide plots uit tot een grote en welvarende stad met 30.000 inwoners.
Het belang van de ontdekking van de Comstock Lode is, behalve de enorme rijkdom die het creëerde en de rol van die rijkdom in de groei van Nevada en San Francisco, dat ze aanleiding gaf tot enkele technologische vernieuwingen in de mijnbouw.
Na 1874 namen de mijnbouwactiviteiten gestaag af.

## Bekende personen
Verschillende zakenlui zijn rijk geworden door zilvermijnen van de Comstock Lode in bezit te hebben. George Hearst, politicus, zakenman en vader van de krantenmagnaat William Randolph Hearst, was een van de Comstock Kings die een fortuin verwierven door hun mijnbouwactiviteiten. Andere Kings waren John William Mackay, James Graham Fair, James C. Flood, William S. O'Brien, William Chapman Ralston, William Sharon, William M. Stewart en Alvinza Hayward.
De dichter en politicus John Brayshaw Kaye en schrijver Mark Twain hebben beiden enige tijd als kompels in de Comstock-mijnen gewerkt.

## Naslagwerk
- (en)  Lord, Eliot (1883). Comstock Mining and Miners. U.S. Department of the Interior: United States Geological Survey, Washington, D.C..